# Heuriger

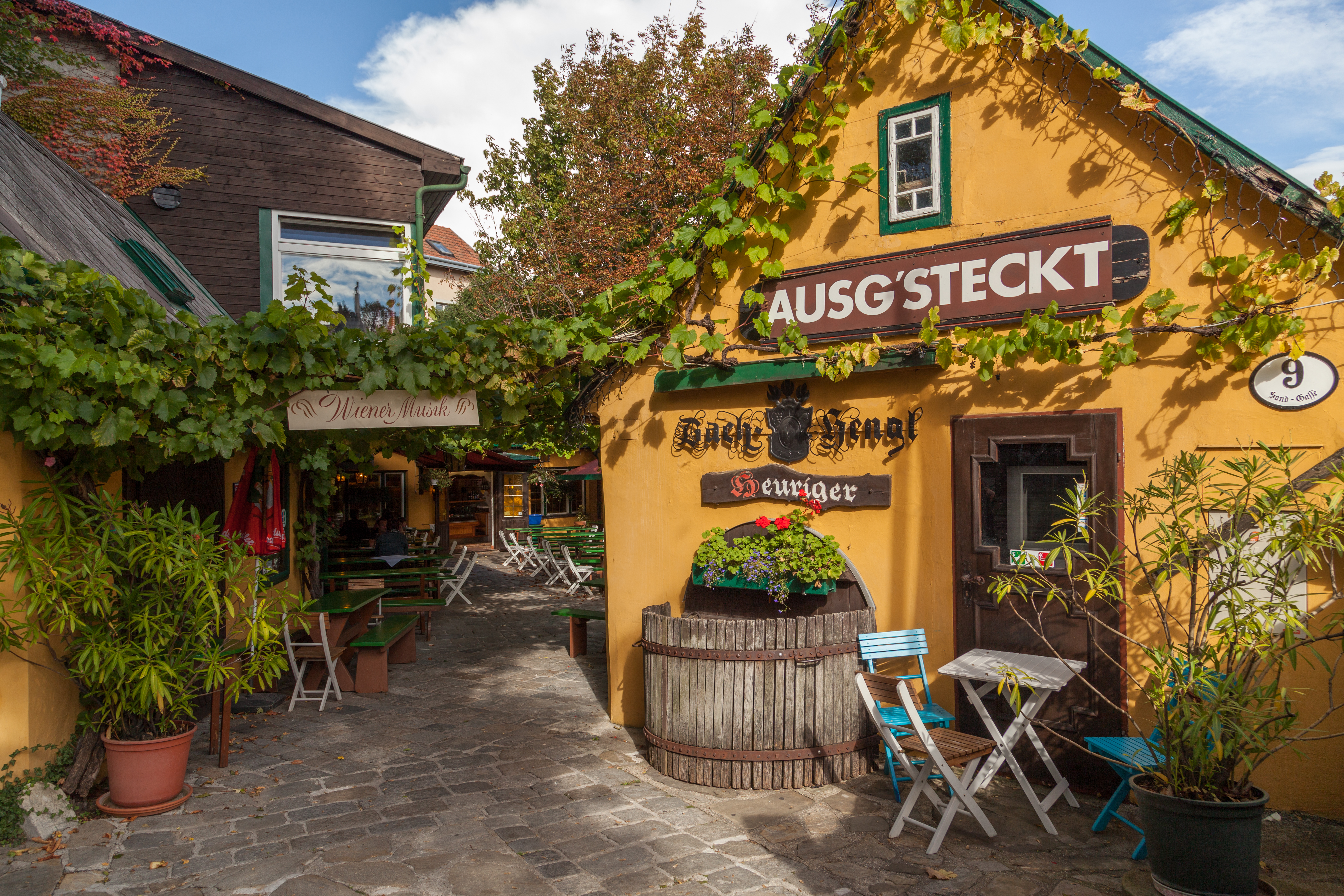
Heuriger Grinzingben

A Heuriger egy német eredetű kifejezés, melyet Ausztriában használnak azokra a vendéglőkre, melyekben idei bort, újbort szolgálnak fel.

## Leírása
A Heuriger-ekben csak saját bort szabad forgalmazni. Sőt ez nem csak az italra érvényes, az étlapon, ha van ilyen, is csak saját készítésű finomságok szerepelhetnek. De általában inkább csak bort szolgálnak fel, és az ételt a vendég egy különálló büféből hozza, és ott külön is fizeti ki.
A Heuriger-ek általában nincsenek nyitva egész évben, de egy-egy bortermelő településen több ilyen is szokott lenni, és a gazdák beosztják egymás között a nyitvatartási időt, hogy a vendég mindig találjon valahol kedvére való újbort.
Manapság már sok Heuriger egybeépül nagyobb éttermekkel, mert még a fenti beosztással sem érné meg fenntartani csak önmagukban a borozókat.
A 20. század elején még az is szokás volt, hogy a Heuriger-be mindenki otthonról vitte az ételt, és ott csak a bort kapta hozzá. Ha mást, otthonit, vagy máshonnan hozott italt is akart fogyasztani a kedves vendég, azt is megengedték neki némi "dugópénz" fejében.
Heuriger-eket leginkább Kelet-Ausztriában lehet találni.

## Történelmi háttér
1784. augusztus 17-én II. József császár kibocsátott egy rendelkezést, miszerint mindenki árusíthatott saját maga által előállított élelmiszert. Ennek az volt az oka, hogy egy kis falu lakosai a Görzi Grófságban panaszkodtak, hogy Delmetri gróf csak az uradalmi gazdaságból származó bor árusítását engedélyezte. Erre reagált a császár a fenti rendelkezéssel.
Persze már 1784 előtt is voltak Heurigerek, már 795-ből ismert a borosgazdák ezen szokása.

## Népszerű Heuriger-vidékek
- Bécs: Grinzing, Heiligenstadt, Sievering, Neustift am Walde, Stammersdorf, Strebersdorf, Mauer, Oberlaa, Nußdorf
- Niederösterreich: Gumpoldskirchen, Baden, Perchtoldsdorf, Ebreichsdorf, Heiligenkreuz, Tattendorf, Mödling, Sooß, Tribuswinkel, Dürnstein, Königstetten, Spitz in der Wachau, Furth bei Göttweig, Palt, Krems a.D., Langenlois, Retz, Pulkau, Bad Vöslau, Klosterneuburg, Martinsdorf
- Burgenland: Rechnitz, Deutschkreutz, Eisenberg, Rust, Heiligenbrunn, Mörbisch, Oberschützen, Moschendorf
- Steiermark: Gamlitz, Kitzeck im Sausal, Klöch, St. Anna am Aigen
- Dél-Tirol: Eisacktal, Ritten

## A Heuriger Magyarországon
A 2007-es érettségi magyar írásbeli feladatai közül a szövegértésben sokak meglepetésére szerepelt ez a szó, mely a legtöbb szótárban nem is szerepel.
Az Őméltósága sofőrje című film számára írt betétdal: Gyöngy Pál–Békeffi István: Budán, kinn, van egy kis Heuriger (előadója Vajda Károly)
Petöfi "Kurta kocsma" cimű verse valószinűleg ugyancsak heurigére utal. A "kurta" kifejezés u.i. nem kis(-kocsmá-)t, hanem a rövid ideig engedélyezett üzemeltetést takar. A jobbágyok az egyházi és világi feljebbvalóknak járó bor beszolgáltatása után  kimérhették saját borukat, de csak bizonyos ideig.  Ebből alakulhatott ki az, hogy idővel az értékesítést bizonyos erre specializálódott kurta kocsmáknak megengedték az egész éves nyitvatartást, és óbor kimérését is. Erre utalnak a "kocsmárosné" és a "vén...bor" kifejezések.
Itt lehet megemlíteni a "bögrecsárdá"-t, mely a zug-(fekete) pálinka kimérőhelyek népies "fedőneve" volt. A kimérőhelyekre lecsapó fináncok a razzia során csak kávézó barátokat találtak.